# El Tala
El Tala är en ort i Argentina.   Den ligger i provinsen Salta, i den norra delen av landet, 1 200 km nordväst om huvudstaden Buenos Aires. El Tala ligger 819 meter över havet och antalet invånare är 2 329.
Terrängen runt El Tala är platt åt sydost, men åt nordväst är den kuperad. Runt El Tala är det mycket glesbefolkat, med 4 invånare per kvadratkilometer.. Närmaste större samhälle är Trancas, 11,6 km söder om El Tala.
I omgivningarna runt El Tala växer i huvudsak lövfällande lövskog.